# Geraberg
Geraberg is een plaats en voormalige gemeente in de Duitse deelstaat Thüringen, en maakt deel uit van de Ilm-Kreis.

## Geschiedenis
De gemeente maakte tot 1 januari 2019 deel uit van de Verwaltungsgemeinschaft Geratal, toen de gemeente opging in de op die dag opgerichte gemeente Geratal. Heb bestuurscentrum van de Verwaltungsgemeinschaft Geratal/Plaue bevindt zich echter nog in Geraberg.
Arlesberg · Dörrberg · Frankenhain · Geraberg · Geschwenda · Gossel · Gräfenroda · Liebenstein